# Cryptotis griseoventris
Cryptotis griseoventris es una especie de musaraña de la familia soricidae. Se alimenta de insectos.  Está amenazado por la deforestación y la fragmentación del hábitat.

## Distribución geográfica
Se encuentra en Guatemala y el estado mexicano de Chiapas, donde se le encuentra en bosques montanos de pinos y robles de Centroamérica, así como bosque secundario,  principalmente en elevaciones superiores a 2000 m.